# 돔 산장

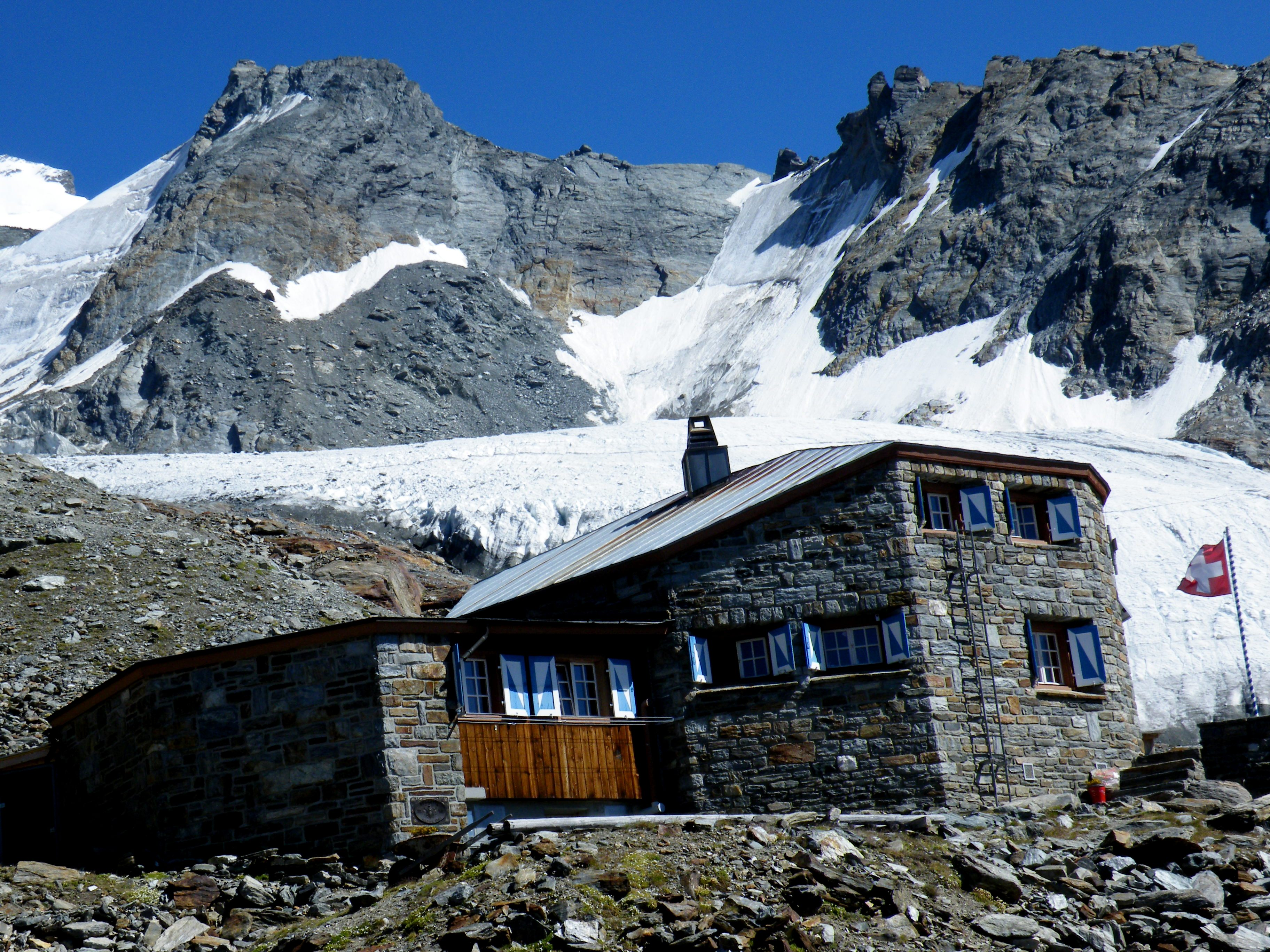
배경에 페스티 빙하가 보이는 돔 산장

돔 산장(독일어: Domhütte)은 스위스 알파인 클럽의 산장으로 발레주의 란다 위쪽에 있다. 오두막은 페나인 알프스의 페스티 빙하 바닥 근처 해발 2,940m 높이의 돔산 서쪽 경사면에 있다.
돔 산장은 주로 돔의 일반 루트의 출발점으로 사용된다. 흔적은 란다에서 오두막으로 이어지며 유로파 산장 근처의 유로파베크를 건너 페스티 빙하(3,200m)까지 더 올라간다.